# خلية جذعية بطانية
الخلايا الجذعية البطانية (بالإنجليزية: Endothelial Stem Cells)‏ هي خلايا جذعية مسؤولة عن تكوين وصيانة الأوعية الدموية.